# Masseria Sanguigno
Masseria Sanguigno è un sito archeologico neolitico, in particolare riferibile alla cultura di Serra d'Alto, e scoperto nel 1997 nei pressi della variante della strada statale 7 bis, nel corso del controllo del cantiere della Snam ad Acerra (NA).

## Storia
Il sito è una delle tracce più antiche di occupazione della Pianura Campana, dal momento che esse risalgono solo a momenti avanzati del Neolitico medio (fatta eccezione per i siti archeologici nelle aree marginali e limitrofe della Campania riferibili a momenti antichi del Neolitico medio quali: la ceramica dello stile di Capri, la Grotta delle Felci, la località Fusaro di Avella, La Starza (Ariano Irpino) e la Grotta della Serratura di Marina di Camerota). In particolare gli archeologi rinvennero resti di ceramica sia in impasto con forme semplici sia in figulina, dipinta anche con motivi meandrospiralici e a zigzag, riferibili esclusivamente, senza tracce di occupazione successiva, alla cultura di Serra d'Alto (V millennio a.C.).